# Agariciidae
Agariciidae é uma família de cnidários antozoários da subordem Fungiina, ordem Scleractinia.

## Géneros
- Agaricia Lamarck, 1801
- Coeloseris Vaughan, 1918
- Gardineroseris Scheer & Pillai, 1974
- Helioseris Milne-Edwards & Haime, 1849
- Leptoseris Milne-Edwards & Haime, 1849
- Pachyseris Milne-Edwards & Haime, 1849
- Pavona Lamarck, 1801